# Tanino Liberatore
Tanino Liberatore   (Quadri, 12 d'abril de 1953) anomenat Tanino, és un autor de còmics, il·lustrador i pintor italià. El seu personatge més conegut és RanXerox.

## Biografia
Nascut a Quadri (província de Chieti), Liberatore va anar a l'institut a Pescara on va conèixer l'artista de còmics Andrea Pazienza. Posteriorment, va acabar els seus estudis d'arquitectura a la Universitat de Roma. De 1974 a 1978, va dissenyar portades de discos per a RCA Records. El 1978 va conèixer Stefano Tamburini i va publicar el seu primer treball a la revista de còmics de Tamburini Cannibale. El 1978 va néixer RanXerox, una criatura cyborg-punk i ultra forta creada per Tamburini. Se'n varen publicar diversos àlbums de tapa dura independents, traduïts a diversos idiomes. El 1980 va participar en la fundació de la revista Frigidaire.